# Stir It Up (Bob-Marley-Lied)
Stir It Up (zu deutsch etwa „Rühr es um“ oder „Koch es auf“) ist ein von Bob Marley komponierter und ursprünglich 1967 aufgenommener Song, der erstmals 1972 auf dem Album I Can See Clearly Now des US-Amerikaners Johnny Nash veröffentlicht wurde. 1973 wurde das Stück neu aufgenommen und auf dem Studioalbum Catch a Fire von Bob Marley und seiner Band The Wailers als sechstes von neun Liedern veröffentlicht.
Stir It Up war der erste von Marley geschriebene Song, der auch außerhalb von Jamaika erfolgreich wurde. Ein weiterer seiner Songs, I Shot the Sheriff, wurde im Juli 1974 von Eric Clapton auf dem Album 461 Ocean Boulevard gecovert. Marleys erster von ihm aufgenommener internationaler Hit, No Woman, No Cry, wurde auf dem Bob Marley & the Wailers-Album Live! im Dezember 1975 veröffentlicht.

## Hintergrund
Stir It Up war der erste international erfolgreiche Song Marleys und zählt bis heute zu seinen bekanntesten Stücken. Das Lied handelt von intuitiver Verführung und war fester Bestandteil auf Konzerten der Tourneen von 1973 und 1975 sowie später vereinzelt in den Jahren 1978 und 1979. Eine Live-Aufnahme wurde auf dem Live-Album Babylon by Bus (1978) veröffentlicht.
Das Lied ist in A-Dur geschrieben. Die Dauer der Albumversion beträgt etwa fünfeinhalb Minuten.

## Auszeichnungen für Musikverkäufe
| Land/Region                  | Auszeichnungen für Musikverkäufe (Land/Region, Auszeichnung, Verkäufe) | Verkäufe |
| ---------------------------- | ---------------------------------------------------------------------- | -------- |
| Neuseeland (RMNZ)            | Platin                                                                 | 30.000   |
| Vereinigtes Königreich (BPI) | Gold                                                                   | 400.000  |
| Insgesamt                    | 1× Gold · 1× Platin ·                                                  | 430.000  |

Hauptartikel: Bob Marley/Auszeichnungen für Musikverkäufe